# Peter Nürnberg
Peter Nürnberg (* 16. Februar 1956 in Neuruppin) ist ein deutscher Molekularbiologe.

## Leben und Wirken
Nürnberg studierte von 1976 bis 1981 Biologie an der Humboldt-Universität zu Berlin. 1984 wurde er zum Dr. rer. nat. promoviert und arbeitete anschließend bis 1987 als Post-Doktorand am Zentralinstitut für Molekularbiologie in Berlin-Buch. Es folgte eine Anstellung am Institut für Medizinische Genetik der Berliner Charité, wo er von 1990 bis 2000 die Abteilung für Molekulargenetik leitete. Bis 2004 war Nürnberg Leiter des Gene Mapping Center am Max-Delbrück-Centrum für Molekulare Medizin.
Von 2004 bis 2023 war Nürnberg Professor für Genomik an der Universität zu Köln. Er ist der Gründer und war bis 2023 Leiter des Cologne Center for Genomics in Köln. Daneben leitete er als Vorstandsvorsitzender die Arbeitsgemeinschaft für Gendiagnostik e.V. (AGD) von 2005 bis 2020 und ist als Geschäftsführer der ATLAS Biolabs GmbH in Berlin, einem gemeinsamen Spin-off des German Resource Center for Genome Research (RZPD) und des Cologne Center for Genomics (CCG), sowie im Beirat der CoGAP GmbH in Köln tätig.

## Schriften (Auswahl)
- Die Gewinnung von Antikörpern gegen die Pyruvatkinase des Lebertyps als Voraussetzung für den Nachweis und die Isolierung ihrer spezifischen mRNA. Dissertation, Humboldt-Universität zu Berlin, 1984.
- Untersuchungsergebnisse zu genomischen Tandem-Repeats und ihrer Verwendung als molekulargenetische Marker. 30 Sonderabdrucke aus verschiedenen Zeitschriften. Habilitationsschrift, Humboldt-Universität zu Berlin, 1997.